# حي سبأ الشرقي (صنعاء)

تعديل مصدري - تعديل

حي سبأ الشرقي أحد أحياء مديرية شعوب في مدينة صنعاء اليمنية، بلغ عدد سكانه 2441 نسمة حسب التعداد السكاني في اليمن لعام 2004.

## الحارات
| الحارة        | عدد المساكن | عدد الأسر | الذكور | الأناث | الإجمالي |
| ------------- | ----------- | --------- | ------ | ------ | -------- |
| حارة بير شندق | 377         | 340       | 1276   | 1165   | 2441     |
| الإجمالي      | 377         | 340       | 1276   | 1165   | 2441     |